# Patricia Fanlo Mateo
Patricia Fanlo Mateo (Huesca, 1978)es una médica y política española. Fue consejera de Universidad, Innovación y Transformación Digital del Gobierno de Navarra (hasta enero de 2025).

## Biografía
Nacida en Huesca en 1978. Tras licenciarse en Medicina y Cirugía en la Universidad de Zaragoza (2002), realizó el doctorado en Ciencias de la Salud en la Universidad Pública de Navarra UPNA (2017), y comenzó a trabajar como médico especialista en Medicina Interna en el Hospital Virgen del Camino (2003-2008), y en el Hospital Universitario de Navarra (desde 2009).
Compatibilizó su actividad médico con la docencia, tanto en la UPNA, como en la Universidad de Navarra, donde fue profesora clínica asociada. Fanlo ha publicado más de un centenar de artículos en revistas científicas nacionales e internacionales.
Comenzó su carrera política, como concejal del Ayuntamiento de Pamplona (2015-2019), siendo posteriormente parlamentaria foral y portavoz del PSN-PSOE en Salud en el Parlamento de Navarra (2019-2023). María Chivite la nombró (diciembre de 2023) Consejera de  Universidad, Innovación y Transformación Digital del Gobierno de Navarra, en sustitución de Juan Cruz Cigudosa, que había sido nombrado por Pedro Sánchez, secretario de Estado de Ciencia, Innovación y Universidades.
Sus principales retos fueron: la transferencia de la competencia de I+D+i, el nuevo edificio de la Facultad de Ciencias de la Salud de la UPNA, y la transformación digital.
El 22 de enero de 2025, Patrícia anunció su renuncia a su cargo como consejera de Universidad "a petición propia y por motivos profesionales".